# Fertigungsfamilie
Eine Fertigungsfamilie ist eine organisatorische Zusammenfassung von Teilen, an denen gleiche Arbeitsgänge anfallen. Das ist in der Regel bei formähnlichen Teilen, also Teilefamilien, der Fall. Die Ähnlichkeit muss soweit reichen, dass diese Teile bei einem Arbeitsvorgang gemeinsam bearbeitet werden können. Da anders als bei der Bildung einer Teilefamilie bei der Fertigungsfamilie das Kriterium entscheidend ist, dass die Teile der Familie ohne Umrüsten, also auch ohne Werkzeug- und Vorrichtungswechsel, auf demselben Betriebsmittel zu bearbeiten sind, können auch Teile, deren Form sich deutlich unterscheidet in einer Fertigungsfamilie enthalten sein.
Für die Bildung einer Teilefamilie ist also die konstruktive Ähnlichkeit der Teile maßgeblich, für die Fertigungsfamilie die Ähnlichkeit der Bearbeitung.
Eine Teilefamilie erlaubt in der Produktion das Zusammenführen der Teile zu größeren Losen aus verschiedenen Aufträgen bezüglich der spezifischen Arbeitsgänge. Dadurch lassen sich der Nutzungsgrad des Betriebsmittels erhöhen, die Qualität verbessern, die Fertigungskosten senken. Nachteilig ist die Maßnahme für die Durchlaufzeit.